# Coordinate di Kruskal-Szekeres

Diagramma di Kruskal-Szekeres, posto 2GM = 1. Il quadrante II contiene lo spazio-tempo compreso entro l'orizzonte degli eventi e il buco nero (iperbole blu scuro), il IV è lo spazio-tempo compreso entro l'orizzonte degli eventi del buco bianco e il buco bianco stesso (iperbole verde scuro). Il I e III quadrante sono le due regioni esterne (speculari l'un l'altra) agli orizzonti, rappresentati dalle linee tratteggiate a 45°. Le iperboli più chiare uniscono i punti equidistanti dalle due singolarità mentre le linee rette uniscono i punti allo stesso istante di tempo.
È rappresentata anche la traiettoria di una particella materiale che cade nel buco e tre coni luce attraverso cui passa.

In relatività generale, le coordinate di Kruskal-Szekeres, scoperte indipendentemente da Martin Kruskal e George Szekeres, sono un sistema di coordinate utilizzato per studiare lo spazio-tempo di Schwarzschild, ossia la geometria dello spazio-tempo in presenza di un buco nero. Questo sistema di coordinate è un'estensione massimale della varietà pseudo-riemanniana che descrive tale spazio-tempo, ossia è tale che una geodetica che parta da un punto qualsiasi della varietà può essere estesa infinitamente, a meno che non termini in una singolarità fisica. Ciò permette di rappresentare in un unico grafico qualunque linea di universo percorribile da oggetti in presenza di un buco nero e del suo speculare matematico, il buco bianco.

## Storia
La soluzione alle equazioni di Einstein inizialmente scoperta da Schwarzschild nel 1916 corrisponde al seguente elemento di linea:
{\displaystyle ds^{2}=\left(1-{\frac {2GM}{r}}\right)\,dt^{2}-\left(1-{\frac {2GM}{r}}\right)^{-1}\,dr^{2}-r^{2}d\Omega ^{2}\qquad (1)}
dove {\displaystyle G} è la costante gravitazionale, {\displaystyle M} è la massa del buco nero e, avendo usato le coordinate sferiche, {\displaystyle d\Omega ^{2}\equiv d\theta ^{2}+\sin ^{2}\theta \,d\varphi ^{2}}. Inoltre si sono usate le unità naturali per cui c = 1.
La corrispondente metrica, di segnatura (+ − − −), è:
{\displaystyle g_{ik}={\begin{pmatrix}\left(1-{\frac {2GM}{r}}\right)&0&0&0\\0&-{\frac {1}{\left(1-{\frac {2GM}{r}}\right)}}&0&0\\0&0&-r^{2}&0\\0&0&0&-r^{2}\mathrm {sen} ^{2}\theta \end{pmatrix}}}
Tale soluzione non è definita per {\displaystyle r=2GM}, in quanto in tal caso la metrica è degenere (non è possibile determinare una distanza lungo {\displaystyle t} o {\displaystyle r}), e per {\displaystyle r=0}, in quanto si ha una divisione per zero, ossia una singolarità matematica. Ma mentre la singolarità in {\displaystyle r=0} è dovuta alla presenza del buco nero, quella in {\displaystyle r=2GM} non è fisicamente sensata, poiché corrisponde all'orizzonte degli eventi, che è soltanto un confine geometrico e non fisico.
Il problema venne superato grazie a Eddington e Finkelstein tra il 1924 e il 1958, i quali introdussero il sistema di coordinate che porta il loro nome, in grado di descrivere oggetti entranti nel buco nero, eliminando quindi la singolarità matematica in {\displaystyle r=2GM}.
Il sistema di Eddington-Finkelstein è costituito da una coppia di coordinate speculari rispetto al tempo in cui la prima corrisponde a una varietà pseudo-riemanniana in cui un oggetto o raggio di luce entra nel buco nero e la seconda a una in cui un oggetto o raggio di luce esce da un buco bianco:
{\displaystyle ds^{2}=\left(1-{\frac {2GM}{r}}\right)dv^{2}-2\,dv\,dr-r^{2}d\Omega ^{2}\qquad } (coordinate entranti)
{\displaystyle ds^{2}=\left(1-{\frac {2GM}{r}}\right)du^{2}+2\,du\,dr-r^{2}d\Omega ^{2}\qquad } (coordinate uscenti)
con {\displaystyle v=t+r^{*}},  {\displaystyle u=t-r^{*}} e {\displaystyle \qquad \qquad (2)}
{\displaystyle r^{*}=r+2GM\ln \left|{\frac {r}{2GM}}-1\right|}
che è la coordinata della tartaruga definita da Tullio Regge e John Wheeler, in un articolo del 1957.
Entrambe quindi risolvono il problema della singolarità in {\displaystyle r=2GM} solo parzialmente, funzionando la prima solo per oggetti entranti ma non per oggetti uscenti e viceversa la seconda, infatti esse corrispondono a due varietà riemanniane che rappresentano due distinte mappature della soluzione di Schwarzschild, pur essendo entrambe un'estensione delle coordinate usate in essa. Per tutto ciò, sembrò naturale cercare un sistema di coordinate che le estendesse ulteriormente mettendole insieme e rendendo il risultato un'estensione massimale.
Tale risultato fu quello ottenuto indipendentemente da Kruskal e Szekeres nel 1960. Un risultato analogo fu anche trovato da Christian Fronsdal nel 1959.

## Derivazione

Visualizzazione della progressiva estensione delle coordinate dalla rappresentazione di Schwarzschild a quella di Kruskal.

Poiché le coordinate di Eddington e Finkelstein sostituiscono il tempo {\displaystyle t} nella (1) con una coordinata rettilinea ({\displaystyle v} o {\displaystyle u}), lasciando {\displaystyle r} invariata, l'idea è rendere anche {\displaystyle r} rettilinea, utilizzando insieme {\displaystyle v} e {\displaystyle u} in (1) e così ottenendo il seguente elemento di linea::
{\displaystyle ds^{2}=\left(1-{\frac {2GM}{r}}\right)dv\,du-r^{2}d\Omega ^{2}\qquad (3)}.
Però anche così l'elemento di linea è degenere in {\displaystyle r=2GM} e va quindi cercato un ulteriore sistema di coordinate che elimini il problema.
Per fare ciò si può generalizzare il risultato (3) introducendo due nuove funzioni, ciascuna dipendente da una delle variabili di partenza, ossia {\displaystyle v'(v)} e {\displaystyle u'(u)}. 
Kruskal scelse le forme 
{\displaystyle v'=\exp {\left({\frac {v}{4GM}}\right)}\qquad }e {\displaystyle \qquad u'=-\exp {\left(-{\frac {u}{4GM}}\right)}\qquad (4)}
per motivi che si chiariscono con i calcoli.
Da qui si ottiene
{\displaystyle dv=4GM\exp {\left({\frac {-v}{4GM}}\right)}dv'\qquad }e {\displaystyle \qquad du=4GM\exp {\left({\frac {u}{4GM}}\right)}du'}
che permettono di trasformare la (3) in 
{\displaystyle ds^{2}=\left(1-{\frac {2GM}{r}}\right)16(GM)^{2}\exp {\left({\frac {u-v}{4GM}}\right)}du'dv'-r^{2}d\Omega ^{2}.}
Tenendo conto delle definizioni di {\displaystyle u} e {\displaystyle v} in (2), si ottiene
{\displaystyle ds^{2}=\left(1-{\frac {2GM}{r}}\right)16(GM)^{2}\exp {\left({\frac {-2r^{*}}{4GM}}\right)}du'dv'-r^{2}d\Omega ^{2},}
da cui
{\displaystyle ds^{2}={\frac {32(GM)^{3}}{r}}\exp \left({\frac {-r}{2GM}}\right)du'dv'-r^{2}d\Omega ^{2},}
la cui metrica si esplicita in
{\displaystyle g_{ik}={\begin{pmatrix}0&\left({\frac {32(GM)^{3}}{r}}\exp \left({\frac {-r}{2GM}}\right)\right)&0&0\\\left({\frac {32(GM)^{3}}{r}}\exp \left({\frac {-r}{2GM}}\right)\right)&0&0&0\\0&0&-r^{2}&0\\0&0&0&-r^{2}\mathrm {sen} ^{2}\theta \end{pmatrix}}}
che ha componente nulla lungo le direzioni puramente temporale (prima riga, prima colonna corrispondente a {\displaystyle dv^{2}}) e spaziale (seconda riga, seconda colonna corrispondente a {\displaystyle du^{2}}) e per questo è definita metrica del cono di luce, in quanto la differenza tra parte spaziale e parte temporale è sempre nulla, come lungo un cono di luce. Si parla anche di coordinate nulle.
Con un'ulteriore trasformazione di coordinate si può passare a un elemento di linea con metrica non nulla per le componenti puramente spaziale e temporale, infatti, posto
{\displaystyle T=1/2(v'+u')\qquad } e {\displaystyle \qquad X=1/2(v'-u'),\qquad (5)}
si ottiene
{\displaystyle ds^{2}={\frac {32G^{3}M^{3}}{r}}\exp \left({\frac {-r}{2GM}}\right)(-dT^{2}+dX^{2})-r^{2}d\Omega ^{2},}
di metrica
{\displaystyle g_{ik}={\begin{pmatrix}-\left({\frac {32(GM)^{3}}{r}}\exp \left({\frac {-r}{2GM}}\right)\right)&&0&0\\0&\left({\frac {32(GM)^{3}}{r}}\exp \left({\frac {-r}{2GM}}\right)\right)&0&0\\0&0&-r^{2}&0\\0&0&0&-r^{2}\mathrm {sen} ^{2}\theta \end{pmatrix}}.}
Tale metrica è conformemente piatta, quindi ha la stessa struttura causale dello spaziotempo di Minkowski.
Quest'ultima forma è quella standard in cui vengono rappresentate le coordinate di Kruskal-Szekeres, che sostituiscono a {\displaystyle t} e {\displaystyle r} delle coordinate di Schwarzschild una nuova coordinata temporale {\displaystyle T} e una nuova coordinata spaziale {\displaystyle X}

## Rappresentazione

Diagramma di Kruskal-Szekeres. Ogni fotogramma dell'animazione mostra un'iperbole blu corrispondente a tutti i punti equidistanti (in base alla coordinata radiale di Schwarzschild) dalla singolarità ad istanti successivi.

Mettendo insieme le definizioni (2), (4) e (5) si ottiene:
per {\displaystyle r>2GM}:
{\displaystyle T=\left({\frac {r}{2GM}}-1\right)^{1/2}e^{r/4GM}\sinh \left({\frac {t}{4GM}}\right)}
{\displaystyle X=\left({\frac {r}{2GM}}-1\right)^{1/2}e^{r/4GM}\cosh \left({\frac {t}{4GM}}\right)}
per {\displaystyle 0<r<2GM}:
{\displaystyle T=\left(1-{\frac {r}{2GM}}\right)^{1/2}e^{r/4GM}\cosh \left({\frac {t}{4GM}}\right)}
{\displaystyle X=\left(1-{\frac {r}{2GM}}\right)^{1/2}e^{r/4GM}\sinh \left({\frac {t}{4GM}}\right)}.
Da qui si ricava
{\displaystyle T^{2}-X^{2}=\left(1-{\frac {r}{2GM}}\right)e^{r/2GM}}
tale che
{\displaystyle T^{2}-X^{2}={\begin{cases}1\qquad {\text{per }}r=0\\0\qquad {\text{per }}r=2GM\\<0\quad {\text{per }}r>2GM\end{cases}}}
Il primo caso individua la singolarità centrale, che nelle coordinate di Schwarzschild è un punto mentre nel piano cartesiano {\displaystyle (X,T)} diventa un'iperbole equilatera di vertici {\displaystyle (X=0,T=1)} e {\displaystyle (X=0,T=-1)}.
Nel secondo caso si hanno due rette {\displaystyle T=\pm X} che dividono in quattro settori il piano {\displaystyle (X,T)} e corrispondono, in parte, all'orizzonte degli eventi individuato dalle coordinate di Schwarzschild.
Per {\displaystyle 0<r<2GM} si hanno delle iperbole che rappresentano i punti equidistanti dalla singolarità una volta passato l'orizzonte degli eventi.
Per {\displaystyle r>2GM} si hanno delle iperbole, di asintoti perpendicolari alle precedenti, che rappresentano i punti equidistanti dalla singolarità prima dell'orizzonte degli eventi (vedasi figura).
Per quanto riguarda le geodetiche nulle radiali, per cui {\displaystyle ds^{2}=0} e {\displaystyle d\Omega ^{2}=0}, ossia le traiettorie seguite dai raggi di luce (coni luce), l'elemento di linea di riduce a:
{\displaystyle ds^{2}=-dT^{2}+dX^{2}=0}
che implica {\displaystyle dT^{2}=dX^{2}} da cui, integrando,
{\displaystyle T=\pm X+cost}.
Ne consegue che i coni luce sono tutti triangoli rettangoli formati da rette parallele alle due diagonali che partono dall'origine, come se fossimo in uno spazio piatto.

## Caratteristiche
Il piano {\displaystyle (X,T)} è suddiviso in quattro regioni:
| I   | regione esterna           | {\displaystyle -X<T<+X}                             | {\displaystyle 2GM<r}   |
| II  | interno del buco nero     | {\displaystyle \vert X\vert <T<{\sqrt {1+X^{2}}}}   | {\displaystyle 0<r<2GM} |
| III | regione esterna parallela | {\displaystyle +X<T<-X}                             | {\displaystyle 2GM<r}   |
| IV  | interno del buco bianco   | {\displaystyle -{\sqrt {1+X^{2}}}<T<-\vert X\vert } | {\displaystyle 0<r<2GM} |

La regione I corrisponde a quella rappresentata dalle coordinate di Schwarzschild e, messa insieme alla II, riproduce la regione rappresentata dalle coordinate di Eddington-Finkelstein entranti.
La regione I insieme alla regione IV riproduce la regione rappresentata dalle coordinate di Eddington-Finkelstein uscenti.
In questo senso le coordinate di Kruskal-Szekeres sono un'estensione massimale delle precedenti, in quanto è sempre possibile tracciare una traiettoria (geodetica) che parta da un punto e si estenda all'infinito o termini in una delle due singolarità.
Oltre ad avere insieme sia il buco nero che il buco bianco, che con le coordinate di Eddington-Finkelstein erano separati, compare una quarta regione simmetrica alla regione I.

## Ponte di Einstein-Rosen
Le due regioni III e I si toccano in {\displaystyle T=0} e {\displaystyle X=0}, corrispondenti alle coordinate di Schwarzschild {\displaystyle t=0} e {\displaystyle r=2GM}. Se ci si muove, a {\displaystyle T=0},  lungo {\displaystyle X} da {\displaystyle +\infty } a {\displaystyle -\infty }, il valore di {\displaystyle r} decresce fino a {\displaystyle r=2GM} e poi ricresce. Quindi in {\displaystyle X=0} le due regioni sono collegate mediante un passaggio di raggio {\displaystyle 2GM}. Ripetendo la stessa operazione a {\displaystyle T=1}, {\displaystyle r} decresce fino a 0 e poi ricresce e quindi qui il passaggio si chiude. Per {\displaystyle T>1} non ci sono più punti di contatto. Simmetricamente si apre un passaggio in {\displaystyle 0<T<-1}. 
Tale passaggio è definito ponte di Einstein-Rosen e collegherebbe due ipoteteci universi paralleli. Da notare che nel diagramma, traiettorie con inclinazioni che escono dai coni, sono più veloci della luce, quindi l'attraversamento del ponte richiederebbe velocità ad essa superiori e in particolare, muoversi lungo l'asse {\displaystyle X} corrisponde a velocità infinita. 